# One for the Road
«One for the Road» — песня британской инди-рок группы Arctic Monkeys из их пятого студийного альбома AM. 9 декабря 2013 года была выпущена как четвёртый сингл с альбома. На 7″ виниле в качестве би-сайда представлена песня «You’re So Dark».

## Музыкальный клип
23 октября 2013 года к песне на YouTube был представлен чёрно-белый клип, срежиссированный студией Focus Creeps, с которой группа работала ранее. Клип представляет Джейми Кука, который на тракторе и на других средствах передвижения в деревенской местности добирается к группе на концерт — где также присутствуют девушки-модели, а вокруг пускаются фейерверки.

## Список композиций
| №  | Название           | Длительность |
| -- | ------------------ | ------------ |
| 1. | «One for the Road» | 3:26         |

| №  | Название           | Длительность |
| -- | ------------------ | ------------ |
| 1. | «One for the Road» | 3:26         |
| 2. | «You're So Dark»   |              |

## Хронология выпуска
| Страна         | Дата            | Лейбл  | Форматы | П           |
| -------------- | --------------- | ------ | ------- | ----------- |
| Великобритания | 9 декабря 2013  | Domino | ЦД, 7"  | [ 1 ] [ 6 ] |
| США            | 10 декабря 2013 | Domino | ЦД, 7"  | [ 2 ]       |